# 阮福曦
阮福曦（越南语：／；1782年—1801年5月21日），越南阮朝嘉隆帝次子，生母無考，明命帝異母兄。

## 生平
阮福曦早期授欽差該隊，史載其人「為人英毅，眾畏之」。他有一個銅斧，每次出行一定攜帶它，人稱「斧公」。景興五十九年（1798年），因掌前軍尊室會逝世需選擇繼任人選，各將領都推舉他，但阮福映（後為嘉隆帝）以他年少不懂軍事而拒絕。次年（1799年）阮福映親征歸仁，阮福曦留守嘉定；景興六十一年（1800年）才跟隨征討。
到達虬勳海口，阮福映叫他留在延慶鎮守，後與部隊屯鎮會安堡，翌年（1801年）在軍中去世，壽十九歲，追贈特進、輔國將軍、少尉、郡公，諡敦敏。嘉隆三年（1804年），嘉隆帝將阮福曦與其異母兄長英睿皇太子阮福景附祀太廟左廡，嘉隆十三年（1814年）加贈懷公，入祀展親祠。
明命十三年（1831年），再追贈阮福曦宗人府左宗正、順安公（越南语：／），仍諡敦敏。紹治三年（1843年），改祀親勳祠。